# Benny Leonard
Benny Leonard, rojen Benjamin Leiner, ameriški boksar, * 17. april 1896, † 18. april 1947.
Leonarda je revija Ring Magazine uvrstila na 8. mesto seznama 80 najboljših borcev zadnjih 80 let.

## Življenje
»Čarovnik iz geta«, kot so ga ljudje poznali, se je rodil in odraščal v judovskem getu, ki se je nahajal v jugovzhodnem delu Manhattana, New York. Bojevati in boksati se je naučil prav na ulicah New Yorka. 
Znan je bil po svoji hitrosti, odlični boksarski tehniki in sposobnosti hitrega razmišljanja na nogah. Imel je tudi zelo močan udarec in je dosegel 69 od svojih 157 zmag dosegel z knockoutom. Dvoboj je izgubil le 11-krat, še ob petih priložnosti je izvlekel remi. Kot je bilo običajno za čas, v katerem je boksal, so se nekateri dvoboji končali brez odločitve, skupaj pa naj bi Leonard v celotni karieri boksal 213 dvobojev. 

## Profesionalna kariera
Poleg tega da je bil prvak lahke kategorije, je Leonard tudi izzval prvaka velterske kategorije, Jacka Brittona, za njegov naslov. Dvoboj je potekal 26. junija 1922. Leonard je dvoboj izgubil, potem ko so ga diskvalificirali, ker je Brittona udaril, potem ko je bil ta že na tleh v 13. rundi. 

## Upokojitev in vrnitev
Z boksanjem je na materino željo neporažen prenehal leta 1924 in se upokojil kot aktualni prvak lahke kategorije. 
Večino svojega bogastva je izgubil ob zlomu borze leta 1929, zato se je odločil za povratek leta 1931. Čeprav so ga opisali kot počasnega in zavaljenega, je dobil 23 dvobojev, preden je srečal borca boljšega kova. 7. oktobra 1932 se je tako njegova kariera končala, ko ga je s tehničnim knockoutom po 6 rundah porazil kasnejši prvak Jimmy McLarnin.

## Bojevanje z glavo
Leonard je bil znan po tem, da se je bojeval z glavo. Njegov najslavnejši nasprotnik, Lew Tendler, je trdil, da ga je Leonard pregovoril in mu s šepetanjem zmotil ritem, kar ga je stalo naslova. Leonardova verzija dvoboja s Tendlerjem je bila: »Zadel me je čez oko z levo roko in čutil sem, da se mi spodnašajo kolena. Rekel sem: 'To je bil dober udarec, Lew.' To sem povedal v prijaznem tonu in spreobrnil potek dvoboja. Lew je zabrusil: 'Pusti to, pridi in se bori.' Toda jaz nisem odnehal in sem rekel: 'Ne, Lew. To je bil res dober udarec. Bil je res dober.' Lew se je še enkrat zaustavil, kar je bilo dovolj, da sem si opomogel.«
Pred začetkom dvoboja med Leonardom in Richiejem Mitchellom je sodnik razložil novo pravilo, da mora boksar po doseženem knockdownu v nevtralni kot. Leonard je nato osupnil. »Naj to razčistim,« je rekel. »Vsakokrat ko ga zbijem na tla, se moram umakniti v nevtralni kot.« Mitchell je izgledal nervozno. Leonard ga je premagal s knockoutom v šesti rundi, potem ko je Mitchell Leonarda zbil na tla v prvi rundi.

## Življenje po boksu
Ko je bilo njegove boksarske kariere konec, je postal Leonard prvi mož gangsterja Billa Dwyerja in je nastopil mesto lastnika NHL kluba Pittsburgh Pirates, ki ga je Dwyer v tajnosti nakupil. Leonard je opravljal delo lastnika, medtem ko je dejansko deloval po načrtih svojega šefa Dwyerja. Klub je doživljal hude trenutke, tako na ledu kot izven njega. Leta 1930 se je klub preselil v Filadelfijo in se preimenoval v Philadelphia Quakers, ter leta 1931 razpadel. 
Kasneje je postal Leonard priljubljen boksarski sodnik. Potem ko je sodil prvih 6 dvobojev 18. aprila 1947, ga je zadel hud srčni napad med prvo rundo 7. dvoboja. Padel je na platno in umrl v ringu.

## Dosežki
Leonard je bil sprejet v Mednarodni boksarski hram slavnih.
Je tudi član Svetovnega boksarskega hrama slavnih.
Leonard, ki je bil jud, je bil leta 1996 uvrščen v Narodni judovski športni hram slavnih.
Leta 1979 je bil sprejet tudi v Mednarodni judovski športni hram slavnih.
Leta 2001 je v septembrski izdaji revije The Ring Leonard uvrščen na drugo mesto največjih boksarjev lahke kategorije vseh časov. 